# Кышанак, Гюльтан
Гюльтан Кышанак (тур. Gültan Kışanak, род. 15 июня 1961, Элязыг) — турецкий политик курдского происхождения. В 2014-16 годах занимала пост мэра Диярбакыра. В октябре 2016 года была арестована по обвинению в терроризме, в феврале 2019 года признана виновной и приговорена к 14 годам и 3 месяцам тюремного заключения.

## Биография
Родилась 15 июня 1961 года в Элязыге. В 1978 году поступила в университет Диджле. В 1980 году была арестована и два года провела в тюрьме Диярбакыра. По словам Гюльтан, из-за того, что она отказалась встать в присутствии охраны её на два месяца поместили в конуру для тюремных собак. В 1986 году поступила в Эгейский университет, но в 1988 году была арестована за участие в протестах против режима Саддама Хусейна после газовой атаки в Халабдже. Была выпущена через год, в 1990 году окончила университет.
В 1990-92 годах писала для газеты «Yeni Ülke». После этого работала в газетах до 2004 года.
1. 1 2  https://jinhaagency.com/en/editor-s-pick/portrait-of-the-day-gultan-kisanak-1429
2. 1 2  Portrait of the Day: Gültan Kışanak (англ.)
3. ↑  The Purple Color of Kurdish Politics (англ.): Women Politicians Write from Prison / G. Kışanak — Pluto Press, 2022. — P. 130.